# Melolontha tenuicauda
Melolontha tenuicauda är en skalbaggsart som beskrevs av Leon Fairmaire 1896. Melolontha tenuicauda ingår i släktet Melolontha och familjen Melolonthidae. Inga underarter finns listade i Catalogue of Life.